# Riet Vanfleteren
Riet Vanfleteren (Dendermonde, 12 juni 1991) is een Belgische voormalige atlete, die gespecialiseerd was in de middellange afstand. Ze werd eenmaal Belgisch kampioene.

## Loopbaan
Vanfleteren was tot 2017 actief op de 400 m. Ze behaalde in 2017 haar eerste Belgische medaille op de Belgische indoorkampioenschappen. Na haar overstap naar de 800 m werd ze in de zomer van 2017 voor het eerst Belgisch kampioene op deze afstand.
Op de Nacht van de Atletiek 2018 kondigde Vanfleteren aan dat ze een punt achter haar loopbaan had gezet.
Vanfleteren was aangesloten bij AC Lebbeke.

## Belgische kampioenschappen
Outdoor
| Onderdeel | Jaar |
| --------- | ---- |
| 800 m     | 2017 |

## Persoonlijke records
Outdoor
| Onderdeel | Prestatie | Datum       | Plaats   |
| --------- | --------- | ----------- | -------- |
| 400 m     | 54,79 s   | 28 mei 2016 | Oordegem |
| 800 m     | 2.06,28   | 28 mei 2018 | Oordegem |

Indoor
| Onderdeel | Prestatie | Datum            | Plaats |
| --------- | --------- | ---------------- | ------ |
| 400 m     | 55,78 s   | 20 februari 2016 | Gent   |
| 800 m     | 2.09,33   | 10 februari 2018 | Gent   |

## Palmares

### 400 m
- 2016:  BK AC indoor – 55,78 s

### 800 m
- 2017: 10e in reeks ETC – 2.12,18
- 2017:  BK AC – 2.10,38
- 2018:  BK AC indoor – 2.11,02
- 2018:  BK AC – 2.11,91

## Varia
In 2019 nam Vanfleteren deel aan het televisieprogramma Kamp Waes dat vanaf 8 december zondagavond werd uitgezonden op één. Tom Waes selecteerde 15 kandidaten om de opleiding van de Special Forces te volgen. Ze moest het programma na de eerste aflevering verlaten.